# Marc Emili Lèpid (pretor 213 aC)
Marc Emili Lèpid (en llatí Marcus Aemilius Lepidus) va ser un magistrat romà del segle iii aC. Formava part de la gens Emília, i era de la família dels Lèpid.
Va ser pretor l'any 213 aC. Titus Livi diu que el seu nom era Marcus, però és possible que el seu nom correcte fos Manius (Mani) usat com a distinció d'altres parents amb el mateix nom. Seria suposadament el pare del cònsol Marcus Aemilius M. F. M. N. Lepidus.